# كابلات هيكلية

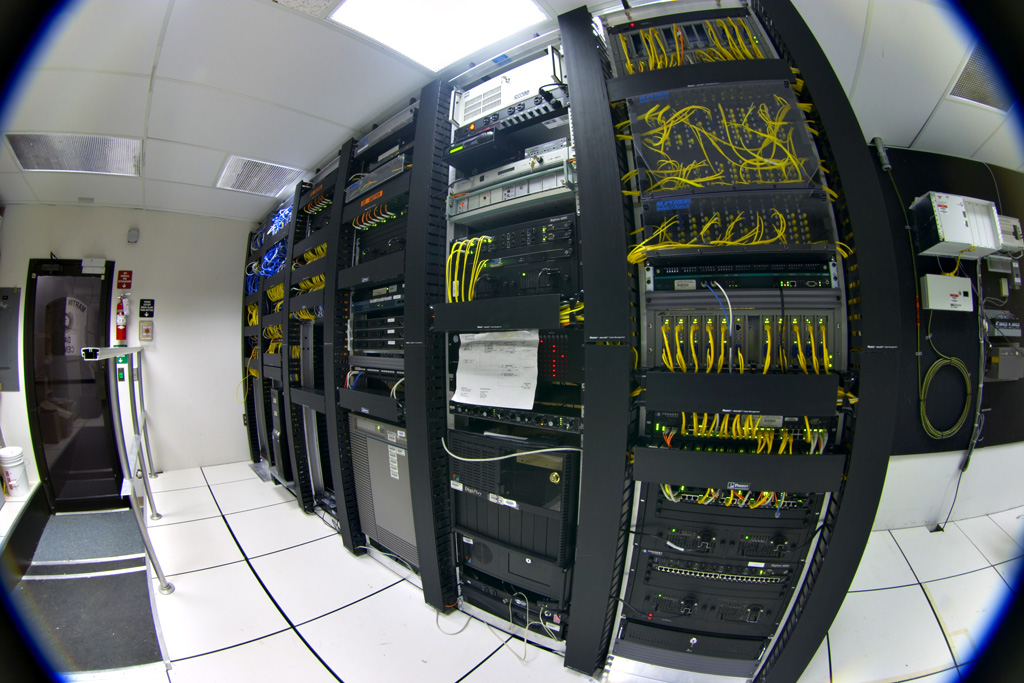
مركز البيانات.

في الاتصالات السلكية واللاسلكية ، تكون الكبول الهيكلية (بالإنجليزية: structured cabling)‏ بناء أو الكبول البنية التحتية في الحرم الجامعي التي تتكون من عدد من العناصر الصغيرة المعيارية (ومن ثم هيكلة) تسمى النظم الفرعية.

## نظرة عامة

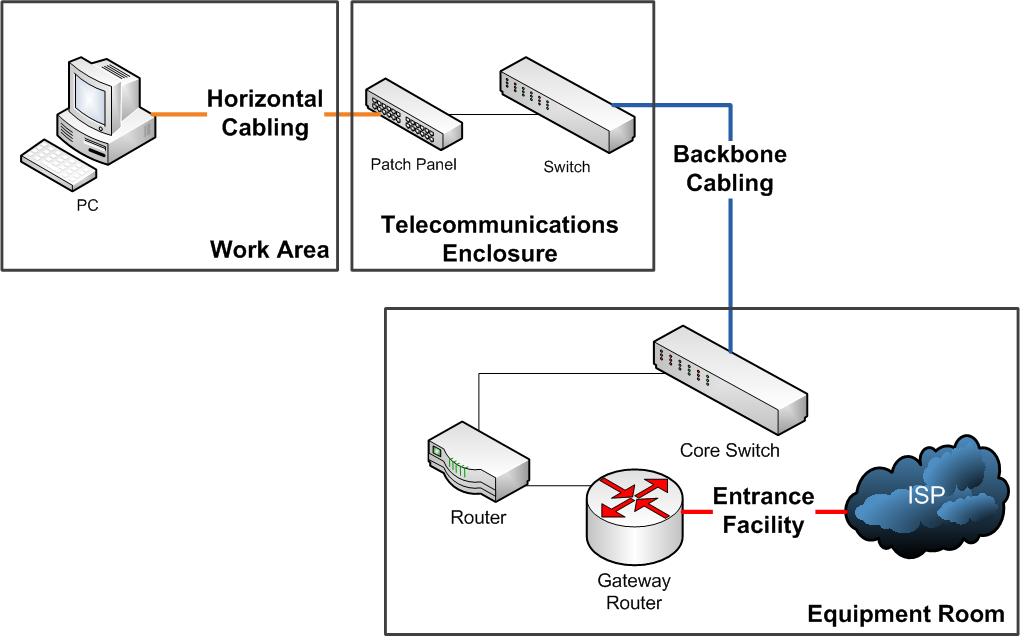
مخطط شبكة الكبول الهيكلية.

الكبول الهيكلية (بالإنجليزية: structured cabling)‏ هي تصميم وتركيب نظام كبول يدعم العديد من استخدامات الأجهزة (بالإنجليزية: multiple hardware)‏ويكون مناسبًا لاحتياجات اليوم واحتياجات المستقبل. مع نظام مثبت بشكل صحيح، يمكن تلبية المتطلبات الحالية والمستقبلية، وسيتم دعم الأجهزة التي تمت إضافتها في المستقبل 
يخضع تصميم وتركيب الكبول الهيكلية لمجموعة من المعايير التي تحدد مراكز بيانات الأسلاك والمكاتب والمباني السكنية لاتصالات البيانات أو الصوت باستخدام أنواع مختلفة من الكبول، والأكثر شيوعًا الفئة 5e (Cat 5e) ، الفئة 6 (Cat 6) ، وكبول الألياف الضوئية والموصلات المعيارية modular connectors. تحدد هذه المعايير كيفية وضع الكبول في طوبولوجيا مختلفة من أجل تلبية احتياجات العميل، وعادةً ما تستخدم لوحة التصحيح المركزية central patch panel (التي عادة ما تكون مثبتة على حامل 19 بوصة ) ، حيث يمكن استخدام كل اتصال نمطي حسب الحاجة. يتم بعد ذلك تصحيح كل منفذ في محول شبكة network switch(عادة ما يكون مثبتًا على حامل) لاستخدام الشبكة أو في لوحة التصحيح لنظام الهاتف IP أو PBX ( تبادل الفروع الخاصة ).
تتطلب الخطوط المصححة كمنافذ بيانات في محول الشبكة كبلات تصحيح بسيطة ومستقيمة في كل طرف لتوصيل جهاز كمبيوتر. تتطلب التصحيحات الصوتية إلى PBXs في معظم البلدان محولًا في الطرف البعيد لترجمة التكوين على الموصلات المعيارية 8P8C إلى مقبس الحائط القياسي للهاتف المحلي. لا حاجة إلى محول في أمريكا الشمالية حيث أن المقابس 6P2C و 6P4C الأكثر استخدامًا مع اتصالات الهاتف RJ11 وRJ14 متوافقة جسديًا وكهربائيًا مع مقبس 8P8C الأكبر.  توصيلات RJ25 وRJ61 هي فيزيائية ولكنها غير متوافقة كهربائيا، ولا يمكن استخدامها. في المملكة المتحدة، يجب أن يكون المحول موجودًا في الطرف البعيد لأن مقبس BT ذو 6 سنون غير متوافق فعليًا مع 8P8C.
من الشائع لكبول لوحة التصحيح رمز اللون لتحديد نوع الاتصال، على الرغم من أن معايير الكبول الهيكلية لا تتطلب ذلك إلا في مجال الجدار الفاصل. [صف بدقة]
تتطلب معايير الكبول توصيل جميع الموصلات الثمانية في كبل Cat 5e / 6 / 6A.
يمكن لأنظمة هاتف IP تشغيل الهاتف والكمبيوتر على نفس الأسلاك، مما يلغي الحاجة إلى أسلاك منفصلة للهاتف.
بغض النظر عن نوع الكبل النحاسي (Cat 5e / 6 / 6A) ، فإن الحد الأقصى للمسافة هو 90 m لتركيب الوصلة الدائمة، بالإضافة إلى بدل لـ 10 m من أسلاك التصحيح في النهايات.
يمكن لكل من Cat 5e و Cat 6 تشغيل الطاقة بفعالية عبر تطبيقات Ethernet (PoE) حتى 90 m . ومع ذلك، نظرًا لزيادة تبديد الطاقة في كبل Cat 5e ، يكون الأداء وكفاءة الطاقة أعلى عند استخدام كبول Cat 6A لتشغيل أجهزة PoE والاتصال بها.

## النظم الفرعية
تتكون الكبول الهيكلية من ستة أنظمة فرعية:
- مرافق الدخول هي النقطة التي تنتهي فيها شبكة شركة الهاتف وتتصل بأسلاك داخلية خاصة بالعميل.
- تحتوي غرف المعدات على معدات ونقاط دمج الأسلاك تخدم المستخدمين داخل المبنى أو الحرم الجامعي.
- الكبول الأساسية هي توصيلات الكبول بين المباني وداخلها في الكبول الهيكلية بين مرافق المدخل وغرف المعدات وخزائن الاتصالات. تتكون كبول العمود الفقري من وسائط النقل والوصلات المتقاطعة الرئيسية والوسيطة والإنهاءات في هذه المواقع. يستخدم هذا النظام في الغالب في مراكز البيانات .
- يمكن أن تكون الأسلاك الكبلية الأفقية قياسية داخل الأسلاك (IW) أو الكبول الكاملة وتربط غرف الاتصالات بالمنافذ الفردية أو مناطق العمل على الأرض، عادة من خلال الأسلاك أو القنوات أو مساحات السقف لكل طابق. التوصيل الأفقي المتقاطع هو المكان الذي تتصل فيه الكبول الأفقية بلوحة التصحيح أو لكمة كتلة، والتي يتم توصيلها عن طريق كبول العمود الفقري بمنشأة التوزيع الرئيسية.
- تربط غرف الاتصالات أو حاوية الاتصالات السلكية واللاسلكية بين الكبول الأساسية والكبول الأفقية.
- تربط مكونات منطقة العمل معدات المستخدم النهائي بمنافذ نظام الكبول الأفقية.

## المعايير
تُستخدم معايير كبول الشبكة دوليًا ويتم نشرها بواسطة ISO / IEC و CENELEC واتحاد صناعة الاتصالات (TIA). تستخدم معظم البلدان الأوروبية معايير CENELEC أو اللجنة الكهروتقنية الدولية (IEC) أو المنظمة الدولية للتوحيد القياسي (ISO). وثيقة CENELEC الرئيسية هي EN50173 ، والتي تقدم روابط سياقية إلى المجموعة الكاملة من وثائق CENELEC. يرأس ISO / IEC 11801 وثائق ISO / IEC. في الولايات المتحدة، تصدر رابطة صناعة الاتصالات معايير TIA / EIA-568 لكبول الاتصالات في المباني التجارية.

## روابط خارجية
- اتحاد تقنية الألياف البصرية (FOTC)